# Ministerie van Marine
Het ministerie van Marine is een voormalig Nederlands ministerie. Het ministerie heeft bestaan van 1815 tot 1825, van 1843 tot 1928 en van 1941 tot 1959.
Het ministerie was verantwoordelijk voor de verdediging van de zee en de daarvoor benodigde vaartuigen en personeelsleden, alsook het loodswezen.
In de periode tussen 1825 en 1843 bestond er enige tijd een ministerie dat ook verantwoordelijk was voor de overzeese gebieden, het ministerie van Marine en Koloniën.
In 1928 werd het ministerie van Marine samengevoegd met het ministerie van Oorlog tot het ministerie van Defensie. In 1941 werd het weer gesplitst. Na 1959 was er weer een ministerie van Defensie. Het ministerie was gevestigd aan het Lange Voorhout en vanaf 1950 aan de Torenstraat in Den Haag.
|                                 |                                 |                                 |                                 |                                 |                                 |                                   |                                   |                                         |                                         |                                         |                                         | Ministerie van Koophandel en Koloniën 1806–08 Ministerie van Marine en Koloniën 1808–14 |                                         |                                 |                                 | | | | | | |                                                                                   |                                                                                   |  |  |  |  |  |  |  |  |  |  |  |  |  |  |  |  |  |  |  |  |
|                                 |                                 |                                 |                                 |                                 |                                 |                                   |                                   |                                         |                                         |                                         |                                         |                                                                                         |                                         |                                 |                                 | | | | | | |                                                                                   |                                                                                   |  |  |  |  |  |  |  |  |  |  |  |  |  |  |  |  |  |  |  |  |
|                                 |                                 |                                 |                                 |                                 |                                 |                                   |                                   |                                         |                                         |                                         |                                         |                                                                                         |                                         |                                 |                                 | | | | | | |                                                                                   |                                                                                   |  |  |  |  |  |  |  |  |  |  |  |  |  |  |  |  |  |  |  |  |
| Departement van Oorlog 1813–43  | Departement van Oorlog 1813–43  | Departement van Oorlog 1813–43  | Departement van Oorlog 1813–43  | Departement van Oorlog 1813–43  | Departement van Oorlog 1813–43  |                                   |                                   | Departement van Marine 1813–25; 1829–43 | Departement van Marine 1813–25; 1829–43 | Departement van Marine 1813–25; 1829–43 | Departement van Marine 1813–25; 1829–43 | Departement van Marine 1813–25; 1829–43                                                 | Departement van Marine 1813–25; 1829–43 |                                 |                                 | Ministeries/Departementen van Koophandel / Nationale nijverheid / Onderwijs / Waterstaat en Koloniën 1814–25; 1829–40 | Ministeries/Departementen van Koophandel / Nationale nijverheid / Onderwijs / Waterstaat en Koloniën 1814–25; 1829–40 | Ministeries/Departementen van Koophandel / Nationale nijverheid / Onderwijs / Waterstaat en Koloniën 1814–25; 1829–40 | Ministeries/Departementen van Koophandel / Nationale nijverheid / Onderwijs / Waterstaat en Koloniën 1814–25; 1829–40 | Ministeries/Departementen van Koophandel / Nationale nijverheid / Onderwijs / Waterstaat en Koloniën 1814–25; 1829–40 | Ministeries/Departementen van Koophandel / Nationale nijverheid / Onderwijs / Waterstaat en Koloniën 1814–25; 1829–40 |                                                                                   |                                                                                   |  |  |  |  |  |  |  |  |  |  |  |  |  |  |  |  |  |  |  |  |
| Departement van Oorlog 1813–43  | Departement van Oorlog 1813–43  | Departement van Oorlog 1813–43  | Departement van Oorlog 1813–43  | Departement van Oorlog 1813–43  | Departement van Oorlog 1813–43  |                                   |                                   | Departement van Marine 1813–25; 1829–43 | Departement van Marine 1813–25; 1829–43 | Departement van Marine 1813–25; 1829–43 | Departement van Marine 1813–25; 1829–43 | Departement van Marine 1813–25; 1829–43                                                 | Departement van Marine 1813–25; 1829–43 |                                 |                                 | Ministeries/Departementen van Koophandel / Nationale nijverheid / Onderwijs / Waterstaat en Koloniën 1814–25; 1829–40 | Ministeries/Departementen van Koophandel / Nationale nijverheid / Onderwijs / Waterstaat en Koloniën 1814–25; 1829–40 | Ministeries/Departementen van Koophandel / Nationale nijverheid / Onderwijs / Waterstaat en Koloniën 1814–25; 1829–40 | Ministeries/Departementen van Koophandel / Nationale nijverheid / Onderwijs / Waterstaat en Koloniën 1814–25; 1829–40 | Ministeries/Departementen van Koophandel / Nationale nijverheid / Onderwijs / Waterstaat en Koloniën 1814–25; 1829–40 | Ministeries/Departementen van Koophandel / Nationale nijverheid / Onderwijs / Waterstaat en Koloniën 1814–25; 1829–40 |                                                                                   |                                                                                   |  |  |  |  |  |  |  |  |  |  |  |  |  |  |  |  |  |  |  |  |
|                                 |                                 |                                 |                                 |                                 |                                 |                                   |                                   |                                         |                                         |                                         |                                         |                                                                                         |                                         |                                 |                                 | | | | | | |                                                                                   |                                                                                   |  |  |  |  |  |  |  |  |  |  |  |  |  |  |  |  |  |  |  |  |
|                                 |                                 |                                 |                                 |                                 |                                 |                                   |                                   |                                         |                                         |                                         |                                         | Departement van Marine en Koloniën 1825–29; 1840–43                                     |                                         |                                 |                                 | | | | | | |                                                                                   |                                                                                   |  |  |  |  |  |  |  |  |  |  |  |  |  |  |  |  |  |  |  |  |
|                                 |                                 |                                 |                                 |                                 |                                 |                                   |                                   |                                         |                                         |                                         |                                         |                                                                                         |                                         |                                 |                                 | | | | | | |                                                                                   |                                                                                   |  |  |  |  |  |  |  |  |  |  |  |  |  |  |  |  |  |  |  |  |
|                                 |                                 |                                 |                                 |                                 |                                 |                                   |                                   |                                         |                                         |                                         |                                         |                                                                                         |                                         |                                 |                                 | | | | | | |                                                                                   |                                                                                   |  |  |  |  |  |  |  |  |  |  |  |  |  |  |  |  |  |  |  |  |
| Ministerie van Oorlog 1843–1928 | Ministerie van Oorlog 1843–1928 | Ministerie van Oorlog 1843–1928 | Ministerie van Oorlog 1843–1928 | Ministerie van Oorlog 1843–1928 | Ministerie van Oorlog 1843–1928 |                                   |                                   |                                         |                                         | Ministerie van Marine 1843–1928         | Ministerie van Marine 1843–1928         | Ministerie van Marine 1843–1928                                                         | Ministerie van Marine 1843–1928         | Ministerie van Marine 1843–1928 | Ministerie van Marine 1843–1928 | | | Ministerie van Koloniën 1843–1945                                                                                     | Ministerie van Koloniën 1843–1945                                                                                     | Ministerie van Koloniën 1843–1945                                                                                     | Ministerie van Koloniën 1843–1945                                                                                     | Ministerie van Koloniën 1843–1945                                                 | Ministerie van Koloniën 1843–1945                                                 |  |  |  |  |  |  |  |  |  |  |  |  |  |  |  |  |  |  |  |  |
| Ministerie van Oorlog 1843–1928 | Ministerie van Oorlog 1843–1928 | Ministerie van Oorlog 1843–1928 | Ministerie van Oorlog 1843–1928 | Ministerie van Oorlog 1843–1928 | Ministerie van Oorlog 1843–1928 |                                   |                                   |                                         |                                         | Ministerie van Marine 1843–1928         | Ministerie van Marine 1843–1928         | Ministerie van Marine 1843–1928                                                         | Ministerie van Marine 1843–1928         | Ministerie van Marine 1843–1928 | Ministerie van Marine 1843–1928 | | | Ministerie van Koloniën 1843–1945                                                                                     | Ministerie van Koloniën 1843–1945                                                                                     | Ministerie van Koloniën 1843–1945                                                                                     | Ministerie van Koloniën 1843–1945                                                                                     | Ministerie van Koloniën 1843–1945                                                 | Ministerie van Koloniën 1843–1945                                                 |  |  |  |  |  |  |  |  |  |  |  |  |  |  |  |  |  |  |  |  |
|                                 |                                 |                                 |                                 |                                 |                                 |                                   |                                   |                                         |                                         |                                         |                                         |                                                                                         |                                         |                                 |                                 | | | | | | |                                                                                   |                                                                                   |  |  |  |  |  |  |  |  |  |  |  |  |  |  |  |  |  |  |  |  |
|                                 |                                 |                                 |                                 |                                 |                                 | Ministerie van Defensie 1928–1941 | Ministerie van Defensie 1928–1941 | Ministerie van Defensie 1928–1941       | Ministerie van Defensie 1928–1941       | Ministerie van Defensie 1928–1941       | Ministerie van Defensie 1928–1941       |                                                                                         |                                         |                                 |                                 | | | Ministerie van Overzeese Gebiedsdelen/Rijksdelen 1945–59                                                              | Ministerie van Overzeese Gebiedsdelen/Rijksdelen 1945–59                                                              | Ministerie van Overzeese Gebiedsdelen/Rijksdelen 1945–59                                                              | Ministerie van Overzeese Gebiedsdelen/Rijksdelen 1945–59                                                              | Ministerie van Overzeese Gebiedsdelen/Rijksdelen 1945–59                          | Ministerie van Overzeese Gebiedsdelen/Rijksdelen 1945–59                          |  |  |  |  |  |  |  |  |  |  |  |  |  |  |  |  |  |  |  |  |
|                                 |                                 |                                 |                                 |                                 |                                 | Ministerie van Defensie 1928–1941 | Ministerie van Defensie 1928–1941 | Ministerie van Defensie 1928–1941       | Ministerie van Defensie 1928–1941       | Ministerie van Defensie 1928–1941       | Ministerie van Defensie 1928–1941       |                                                                                         |                                         |                                 |                                 | | | Ministerie van Overzeese Gebiedsdelen/Rijksdelen 1945–59                                                              | Ministerie van Overzeese Gebiedsdelen/Rijksdelen 1945–59                                                              | Ministerie van Overzeese Gebiedsdelen/Rijksdelen 1945–59                                                              | Ministerie van Overzeese Gebiedsdelen/Rijksdelen 1945–59                                                              | Ministerie van Overzeese Gebiedsdelen/Rijksdelen 1945–59                          | Ministerie van Overzeese Gebiedsdelen/Rijksdelen 1945–59                          |  |  |  |  |  |  |  |  |  |  |  |  |  |  |  |  |  |  |  |  |
|                                 |                                 |                                 |                                 |                                 |                                 |                                   |                                   |                                         |                                         |                                         |                                         |                                                                                         |                                         |                                 |                                 | | | | | | |                                                                                   |                                                                                   |  |  |  |  |  |  |  |  |  |  |  |  |  |  |  |  |  |  |  |  |
| Ministerie van Oorlog 1941–59   | Ministerie van Oorlog 1941–59   | Ministerie van Oorlog 1941–59   | Ministerie van Oorlog 1941–59   | Ministerie van Oorlog 1941–59   | Ministerie van Oorlog 1941–59   |                                   |                                   |                                         |                                         | Ministerie van Marine 1941–59           | Ministerie van Marine 1941–59           | Ministerie van Marine 1941–59                                                           | Ministerie van Marine 1941–59           | Ministerie van Marine 1941–59   | Ministerie van Marine 1941–59   | | | Kabinet voor (Surinaamse en) Nederlands-Antilliaanse (en Arubaanse) Zaken 1959–98                                     | Kabinet voor (Surinaamse en) Nederlands-Antilliaanse (en Arubaanse) Zaken 1959–98                                     | Kabinet voor (Surinaamse en) Nederlands-Antilliaanse (en Arubaanse) Zaken 1959–98                                     | Kabinet voor (Surinaamse en) Nederlands-Antilliaanse (en Arubaanse) Zaken 1959–98                                     | Kabinet voor (Surinaamse en) Nederlands-Antilliaanse (en Arubaanse) Zaken 1959–98 | Kabinet voor (Surinaamse en) Nederlands-Antilliaanse (en Arubaanse) Zaken 1959–98 |  |  |  |  |  |  |  |  |  |  |  |  |  |  |  |  |  |  |  |  |
| Ministerie van Oorlog 1941–59   | Ministerie van Oorlog 1941–59   | Ministerie van Oorlog 1941–59   | Ministerie van Oorlog 1941–59   | Ministerie van Oorlog 1941–59   | Ministerie van Oorlog 1941–59   |                                   |                                   |                                         |                                         | Ministerie van Marine 1941–59           | Ministerie van Marine 1941–59           | Ministerie van Marine 1941–59                                                           | Ministerie van Marine 1941–59           | Ministerie van Marine 1941–59   | Ministerie van Marine 1941–59   | | | Kabinet voor (Surinaamse en) Nederlands-Antilliaanse (en Arubaanse) Zaken 1959–98                                     | Kabinet voor (Surinaamse en) Nederlands-Antilliaanse (en Arubaanse) Zaken 1959–98                                     | Kabinet voor (Surinaamse en) Nederlands-Antilliaanse (en Arubaanse) Zaken 1959–98                                     | Kabinet voor (Surinaamse en) Nederlands-Antilliaanse (en Arubaanse) Zaken 1959–98                                     | Kabinet voor (Surinaamse en) Nederlands-Antilliaanse (en Arubaanse) Zaken 1959–98 | Kabinet voor (Surinaamse en) Nederlands-Antilliaanse (en Arubaanse) Zaken 1959–98 |  |  |  |  |  |  |  |  |  |  |  |  |  |  |  |  |  |  |  |  |
|                                 |                                 |                                 |                                 |                                 |                                 |                                   |                                   |                                         |                                         |                                         |                                         |                                                                                         |                                         |                                 |                                 | | | | | | |                                                                                   |                                                                                   |  |  |  |  |  |  |  |  |  |  |  |  |  |  |  |  |  |  |  |  |
|                                 |                                 |                                 |                                 |                                 |                                 | Ministerie van Defensie 1959–     | Ministerie van Defensie 1959–     | Ministerie van Defensie 1959–           | Ministerie van Defensie 1959–           | Ministerie van Defensie 1959–           | Ministerie van Defensie 1959–           |                                                                                         |                                         |                                 |                                 | | | Ministerie van Binnenlandse Zaken en Koninkrijksrelaties 1998–                                                        | Ministerie van Binnenlandse Zaken en Koninkrijksrelaties 1998–                                                        | Ministerie van Binnenlandse Zaken en Koninkrijksrelaties 1998–                                                        | Ministerie van Binnenlandse Zaken en Koninkrijksrelaties 1998–                                                        | Ministerie van Binnenlandse Zaken en Koninkrijksrelaties 1998–                    | Ministerie van Binnenlandse Zaken en Koninkrijksrelaties 1998–                    |  |  |  |  |  |  |  |  |  |  |  |  |  |  |  |  |  |  |  |  |

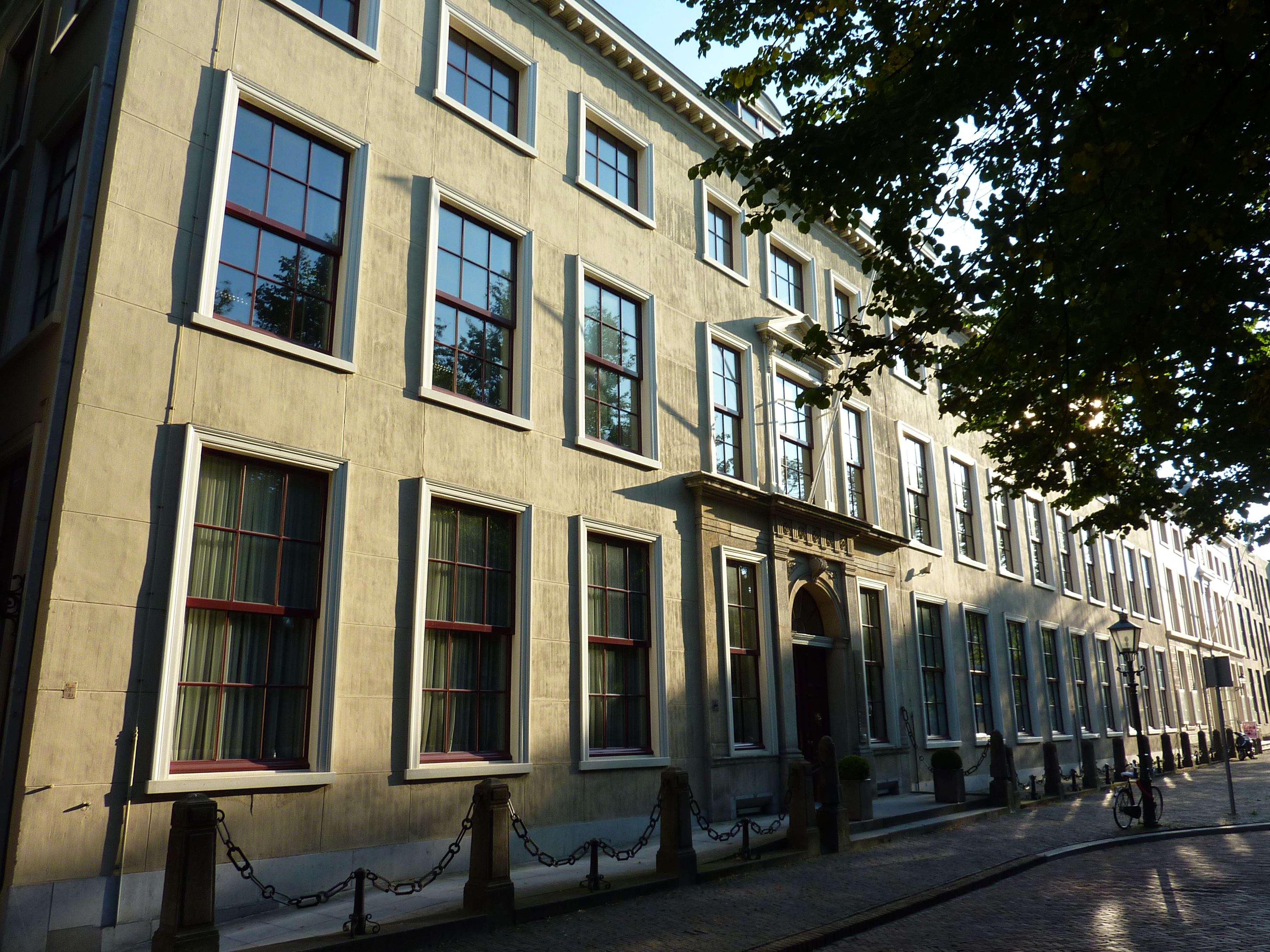
Het voormalige ministerie van Marine aan het Lange Voorhout 7
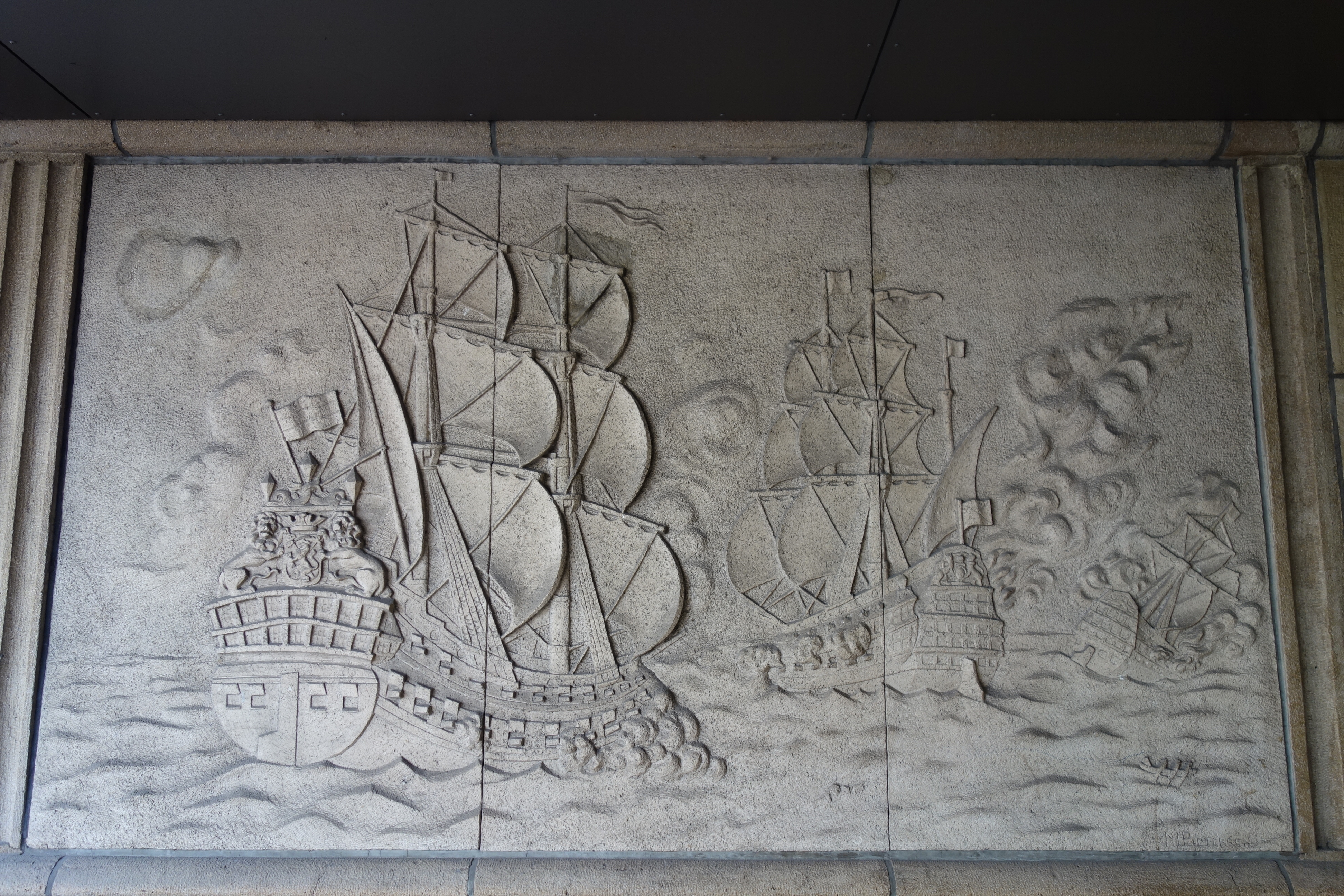
Tableau van de slag bij Kijkduin in 1673 aan het gebouw van het voormalige ministerie van Marine
Onderscheidingsvlag minister van Marine
Onderscheidingsvlag staatssecretaris van Marine